# 塔季謝沃區

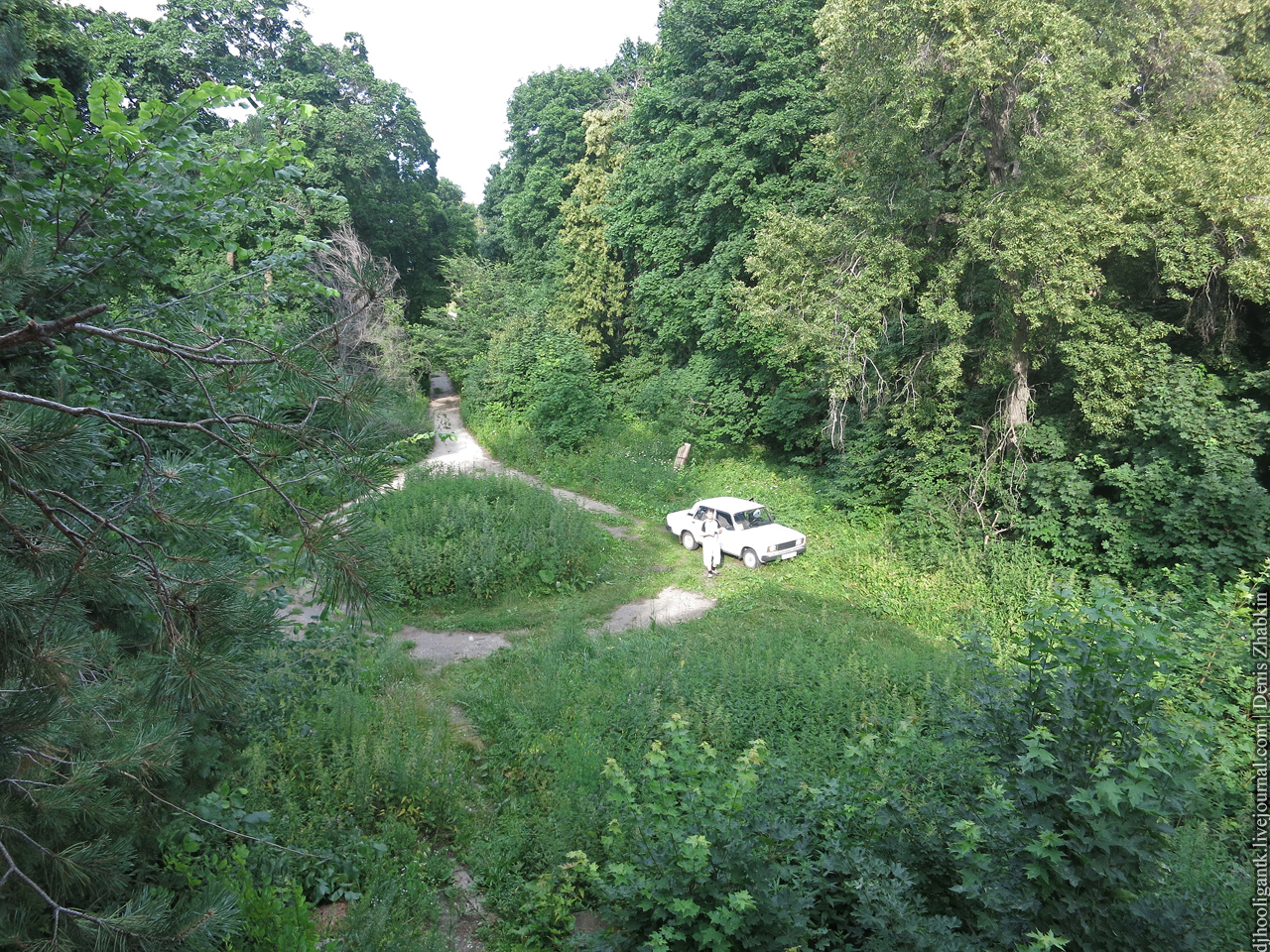

51°40′14″N 45°35′11″E / 51.67056°N 45.58639°E
塔季謝沃區（俄语：Татищевский район），是俄羅斯的一個區，位於該國西南部，由薩拉托夫州負責管轄，面積2,100平方公里，2010年人口28,405，人口密度每平方公里13.53人。